# 門馬良
門馬 良（もんま りょう、1962年（昭和37年）8月1日 - ）は、日本の演歌歌手、RKBラジオパーソナリティ。東京都葛飾区柴又出身。福岡県福岡市在住。血液型はAB型。現在独身　二男の父。

## 人物
- TBSテレビ『街かどテレビ11:00』グランドチャンピオンがきっかけで中山大三郎の弟子となり、1989年にデビューを果たす。しかし、その後大きなヒット曲に恵まれるような事はなかった。
- その後は同じく演歌歌手である滝里美と結婚し、滝の地元である福岡へ引っ越した。2001年10月からは福岡・RKBラジオのパーソナリティを務めており、2006年10月に『門馬良デイリーファイル』がスタートしたことにより、全曜日の番組に出演することになった[1]。
- デビュー前の20代、東京世田谷の中古車販売店に勤務していた時に緒形拳を接客した経験がある。当時18歳で自動車運転免許取立ての次男の緒形直人に初めて自動車の購入の折であった。当日の緒形は派手なアロハシャツにサングラスといった出で立ちだったとの事である。なお、俳優の松田優作も彼の会社から2台の中古車を購入している。
- アメリカロサンゼルス在住の元BOØWYのボーカリスト氷室京介は門馬の顧客だった。氷室がミュージシャンとして初めて購入したポルシェ924は当時250万円で、門馬が販売した。
- また福岡県を拠点に演歌歌手としての活動も続けており、自らの番組『門馬良のこころ鏡うた鏡』の女性パートナーとデュエットで作品を発表している。
- 中高年層の生徒を中心に、福岡県内でカラオケ教室を展開している。
- RKBラジオの2009年春の改編により、4月6日スタートの『門馬良 今日も気分上々』を担当し、4時間の生ワイド番組を週5日こなしていた。
- 自身の大ファンでもある石野真子の電話インタビューをインフルエンザで夢が叶わなかったというエピソードがある。
- 本人が第2の師匠と尊敬している吉幾三から２０１５年「惚れとっちゃん」「昭和時代の男節」作詞・作曲吉幾三を無償提供してもらい、御当地ソングとしてＣＤ製作、イニシャルの３０００枚を完売した。
- ２０２１年１０月、約１５年つとめた朝生番組終了。
- ２０２２年～ラジオショッピングキャスター、イベント歌手、ナレーション、ボイストレーナーなどで活躍を見せ始めている。

## 主な楽曲
- ノサップ岬（1989年6月21日）デビュー曲
- 男の謎（1991年2月1日）

この2作は日本コロムビアから発売（廃盤）。
- ふくおかラプソディ（長谷川友子と「もんモコ」としてリリース）
- あした天気になぁれ!（中村美由紀と「Monaka」としてリリース）

この2作は前述の番組から発表された作品。RKBエリア内のレコード店で販売。
RKB制作作品 夢 かなうまで！　
吉幾三プロデュース「惚れとっちゃん」「昭和時代の男節」（201５年秋）

## 受賞歴
- 新宿音楽祭
- 横浜音楽祭

共に新人賞を獲得。

## 出演番組
現在
すべてRKBラジオ
- 開店! ウメ子食堂（月曜〜金曜 9:00〜13:00）
- ここ色気分IN福岡（日曜11:15~11:30）

過去
- 門馬良デイリーファイル（月曜〜金曜 16:00〜17:00、2006年10月〜2009年3月）
- 週刊GET（土曜 6:50〜10:00、?〜2009年3月）
- 門馬良 今日も気分上々（月曜9:00〜13:00、2009年4月〜2010年4月）
- 門馬良のこころ鏡うた鏡（日曜 22:05〜23:00）